# Kémo
Prefectura Kémo este una dintre cele 14 unități administrativ-teritoriale de gradul I ale Republicii Centrafricane. 